# Japan i olympiska sommarspelen 1928
Japan deltog med 40 deltagare vid de olympiska sommarspelen 1928 i Amsterdam. Totalt vann de två guldmedaljer, två silvermedaljer och en bronsmedalj.

## Medaljer

### Guld
- Mikio Oda - Friidrott, tresteg.
- Yoshiyuki Tsuruta - Simning, 200 meter bröstsim.

### Silver
- Kinue Hitomi - Friidrott, 800 meter.
- Nobuo Arai, Tokuhei Sada, Katsuo Takaishi och Hiroshi Yoneyama - Simning, 4 x 200 meter frisim.

### Brons
- Katsuo Takaishi - Simning, 100 meter frisim.